# Ла-Герш-сюр-л’Обуа (кантон)
Ла-Герш-сюр-л’Обуа́ (фр. La Guerche-sur-l'Aubois) — кантон во Франции, находится в регионе Центр, департамент Шер. Входит в состав округа Сент-Аман-Монтрон.
Код INSEE кантона — 1814. Всего в кантон Ла-Герш-сюр-л’Обуа входят 9 коммун, из них главной коммуной является Ла-Герш-сюр-л’Обуа.

## Коммуны кантона
| Коммуна            | Население, чел. (1999) | Почтовый индекс | Код INSEE |
| ------------------ | ---------------------- | --------------- | --------- |
| Апремон-сюр-Алье   | 87                     | 18150           | 18007     |
| Жерминьи-л’Эгзан   | 331                    | 18150           | 18101     |
| Жуэ-сюр-л’Обуа     | 1 341                  | 18320           | 18118     |
| Кур-ле-Бар         | 1 082                  | 18320           | 18075     |
| Кюффи              | 996                    | 18150           | 18082     |
| Ла-Герш-сюр-л’Обуа | 3 397                  | 18150           | 18108     |
| Ла-Шапель-Югон     | 376                    | 18150           | 18048     |
| Ле-Шоте            | 317                    | 18150           | 18062     |
| Тортерон           | 738                    | 18320           | 18265     |

## Население
Население кантона на 1999 год составляло 8 665 человек.
| 1962  | 1968  | 1975  | 1982  | 1990  | 1999  | 2006 | 2007 |
| ----- | ----- | ----- | ----- | ----- | ----- | ---- | ---- |
| 8 320 | 9 035 | 8 845 | 8 550 | 8 514 | 8 665 | -    | -    |